# プラード (タルヌ県)
プラード （Prades）は、フランス、オクシタニー地域圏、タルヌ県のコミューン。

## 歴史
この地域の多くの村と同様に、ホソバタイセイが大地主たちの財産を作り、大地主たちは城を建てるか、トゥール城のように飾り立てた。しかしユグノー戦争の起きた世紀は、多くのコミューンと同様にプラードも逃れることができなかった。1585年8月、アンリ・ド・ナヴァール（のちのアンリ4世）はアンリ1世・ド・モンモランシーおよびコンデ公と『連合の宣言』を確立するためサン＝ポール＝カップ＝ド＝ジューに滞在している間、彼はマグランへと逃亡し、プラードの要塞城を通過したと言われている。

## 人口統計
| 1962年 | 1968年 | 1975年 | 1982年 | 1990年 | 1999年 | 2009年 | 2014年 |
| ------ | ------ | ------ | ------ | ------ | ------ | ------ | ------ |
| 167    | 139    | 142    | 108    | 122    | 119    | 146    | 131    |

参照元:1962年から1999年までは複数コミューンに住所登録をする者の重複分を除いたもの。それ以降は当該コミューンの人口統計によるもの。1999年までEHESS/Cassini、2006年以降INSEE。

## 史跡
- トゥール城 - 原型は13世紀の建設だが、アルビジョワ十字軍により破壊された。
- 教会 - 13世紀ゴシック様式で2つの礼拝堂を備える。
- 古いローマ街道 - 標高300mの尾根の上に位置する。ロラゲ地方の平野、ノワール山地、ピレネー山脈の広大なパノラマが楽しめる。